# Zbigniew Bogucki (koszykarz)
Zbigniew Bogucki (ur. 19 grudnia 1956) – polski koszykarz występujący na pozycji środkowego, reprezentant Polski, multimedalista mistrzostw Polski.
W 1981 dołączył do Lecha Poznań.
Wspólnie z bratem Mirosławem występował wiele lat w Spójni oraz Wybrzeżu Gdańsk.

## Osiągnięcia
Klubowe
- Mistrz Polski (1978, 1983, 1984, 1989, 1990)
- Wicemistrz Polski (1980, 1982, 1985)
- 2-krotny brązowy medalista mistrzostw Polski (1987, 1988)
- Zdobywca Pucharu Polski (1978, 1979, 1984)
- Awans do najwyższej klasy rozgrywkowej (1973)

Indywidualne
- Zaliczony do I składu najlepszych zawodników polskiej ligi (1982)

Reprezentacja
- Uczestnik:
  - mistrzostw Europy:
    - 1981 – 7. miejsce, 1983 – 9. miejsce
    - U–18 (1974 – 6. miejsce)
    - U–16 (1973 – 9. miejsce)

  - kwalifikacji olimpijskich (1976)